# Scilla odorata
Scilla odorata là một loài thực vật có hoa trong họ Măng tây. Loài này được Link miêu tả khoa học đầu tiên năm 1800.